# Gerrhopilus beddomii
Gerrhopilus beddomii är en ormart som beskrevs av Boulenger 1890. Gerrhopilus beddomii ingår i släktet Gerrhopilus och familjen Gerrhopilidae. Inga underarter finns listade i Catalogue of Life.
Arten förekommer i delstaten Kerala i Indien. Honor lägger ägg. Ormen lever i kulliga områden mellan 600 och 950 meter över havet. Exemplaren vistas i städsegröna skogar. Gerrhopilus beddomii gräver i lövskiktet och i det översta jordlagret.
Det är inget känt om populationens storlek och möjliga hot. IUCN listar arten med kunskapsbrist (DD).